# 西城车辆段
西城調車場（英語：West Side Yard），正式名稱為約翰·D·凱米爾西城調車場（John D. Caemmerer West Side Yard），是位於美國紐約曼哈頓西城的列車基地，由紐約大都會運輸署擁有，功能是儲放長島鐵路的通勤列車，佔地約 26.17英畝（10.59公頃），由北邊的西33街、南側的西30街，東邊的第十大道及西邊的第十二大道所圍，內有數條儲車軌、6條簡易維修軌、一座長約12節列車的清潔用月台，還有供鐵道職員使用的休息室和更衣間。西城調車場曾被一條沿著曼哈頓西部興建的高架貨運支線作為北方端點，如今該鐵道已被改建成稱作「紐約高架公園」的空中綠色走廊，調車場隔壁街區則是賈維茨會展中心。
西城調車場的全稱以已故紐約州參議員約翰·D·凱米爾命名，這位出身自東威利斯頓的律師兼政治家曾捐贈1億9,570美元的建設經費，使該調車場得以興建。

## 歷史
西城調車場原址是一座哈德遜河鐵路的維修廠，替其沿著第十一大道行走的一條鐵路線提供支援，當時的法令基於安全考量，不允許列車駛入23街以南地帶。之後紐約中央鐵路及其後的賓州中央鐵路都著手擴建了這座鐵路基地，一直到1970年代以前都作為貨運列車的終點使用。
當西城調車場在1987年啟用之後，長島鐵路於早晨尖峰時段開抵西端終點站——紐約賓州車站的列車不再需要像從前一樣，清客並空車返回長島，而得以利用該調車場調度，進而增加了長島鐵路在賓州車站的尖峰載客能力。西城調車場興建期間，同時施作了一條地下隧道，賓州車站發出的美鐵列車於1991年4月7日起開始，能利用該隧道駛入西城線、前往紐約上州。在此之前，美鐵的帝國服務列車都是從曼哈頓東部的大中央車站發車。
目前西城調車場的上蓋為2012年動工的哈德逊城市广场都市開發計畫的主要用地。調車場建設之時，其結構設計考量到上空權，以便在未來發展上蓋物業；軌道之間也預留了空間，可以安插月台增設時所需的梁柱。麥迪遜廣場花園在1980年代中期曾打算選擇西城調車場的用地作為館址，接著也成為紐約洋基隊新球場的可能設置地。之後，政府預定將調車場打造成一座大型的運動場建築群，當中包括替紐約噴射機球隊和申辦2012年夏季奧運而興建的西城體育館。2005年1月，西城調車場的東半場（十一大道以東）在「哈德遜城市廣場」計畫中被定為住宅用地；之後隨著西城體育館的興建計畫宣告失敗，因此西半場在2009年12月時劃分為住宅與商業發展區。